# Washington State Convention Center
Le Washington State Convention Center (WSCC) est un palais des congrès situé à Seattle, dans l'État de Washington, aux États-Unis.
Le bâtiment est situé le long de Pike Street (en) dans le Downtown Seattle. Une partie du complexe chevauche l'Interstate 5 et se connecte au Freeway Park.
Le centre des congrès a été planifié à la fin des années 1970 et ouvert en 1988 grâce à un financement par des obligations émises par la législature de l'État.
La Troisième conférence ministérielle de l'Organisation mondiale du commerce y eut lieu.